# Harrisburg (Oregon)
Harrisburg è una città degli Stati Uniti, situata in Oregon, nella contea di Linn.